# 小行星5576
小行星5576（5576 Albanese）是一颗绕太阳运转的小行星，为主小行星带小行星。该小行星于1986年10月26日发现。

## 轨道参数
小行星5576的轨道半长轴为2.7590691 UA，离心率为0.071。